# Lacfalu község
Lacfalu község (románul: Comuna Șișești) község Máramaros megyében, Romániában. Központja Lacfalu, beosztott falvai Bajfalu, Dióshalom, Györkefalva, Nyegrefalva, Nyárfás, Pusztatelek.

## Népessége
A 2011-es népszámlálás adatai alapján a község népessége 5289 fő volt.